# Sixto Soria
Sixto Soria Savigne (* 27. April 1954) ist ein ehemaliger kubanischer Boxer. Er war Weltmeister 1978 und Gewinner der Silbermedaille bei den Olympischen Spielen 1976 jeweils im Halbschwergewicht.

## Werdegang
Sixto Soria wuchs in den 1970er Jahren in Kuba zu einem der besten kubanischen und damit auch besten Amateurboxer der Welt im Halbschwergewicht heran. Er wurde, nachdem er in die kubanische Nationalmannschaft aufgenommen worden war, von dem berühmten Alcide Zagarra trainiert und war Angehöriger der kubanischen Armee. In Kuba fanden damals bereits jedes Jahr zwei große Boxturniere statt, die Playa Girón, das waren die nationalen kubanischen Meisterschaften und die Giraldo Córdova Cardín, ein großes internationales Boxturnier. Da die kubanischen Boxer in jenen Jahren ungewöhnlich stark waren, war es jedoch so, dass auch bei der Giraldo Córdova Cardín die kubanischen Boxer meist ab dem Halbfinale unter sich waren.
Sixto Soria belegte bei der kubanischen Meisterschaft 1975 hinter Gilberto Carrillo den 2. Platz und kam beim Giraldo Córdova Cardín hinter Orestes Pedroso und Gilberto Carrillo auf den 3. Platz. 1976 gewann er beide Turniere und qualifizierte sich damit für die Teilnahme an den Olympischen Spielen dieses Jahres in Montreal. In Montreal besiegte er, als kubanischer Meister gehörte er automatisch zu den Mitfavoriten, José Rosa aus Puerto Rico und Wolfgang Gruber aus der BRD jeweils durch K. o. in der 2. Runde und siegte über Costică Dafinoiu aus Rumänien durch Abbruch in der 1. Runde und stand damit im Finale gegen Leon Spinks aus den Vereinigten Staaten. In diesem Kampf war Spinks der physisch stärkere Boxer. Sixto Soria hielt den kraftvollen Attacken Spinks nur bis zur 3. Runde stand und wurde in dieser Runde verteidigungsunfähig aus dem Ring genommen. Er gewann damit die Silbermedaille.
1977 gewann Sixto Soria in Panama-Stadt bei den 8. Mittelamerika- und Karibikmeisterschaften den Titel im Halbschwergewicht. Er musste sich aber bei der 13. Armee-Meisterschaft der Staaten des Warschauer Paktes (SKDA-Meisterschaft) in Havanna überraschenderweise Anatoli Klimanow aus der Sowjetunion nach Punkten geschlagen geben.
1978 gewann Sixto Soria zwei große internationale Turniere in Europa. Beim Strandja-Memorial in Sofia bezwang er im Finale Milan Kalinow aus Bulgarien und beim Turnier um den Goldenen Gürtel in Bukarest siegte er im Finale über Algirdas Jancauskas aus der UdSSR, jeweils im Halbschwergewicht, nach Punkten. Er wurde auch für die Weltmeisterschaft 1978 in Belgrad nominiert. Dort siegte er über Mohamed Mama aus Ghana, Benny Pike aus Australien, Nikolai Jerofejew aus der UdSSR und im Finale über Tadija Kačar aus Jugoslawien nach Punkten und wurde damit Weltmeister im Halbschwergewicht.
1979 siegte Sixto Soria, wie schon 1978, beim Giraldo Córdova Cardín-Turnier in Havanna im Finale über Hermenegildo Báez nach Punkten. Bei der kubanischen Meisterschaft 1979 unterlag er aber gegen Hermenegildo Báez. Er unterlag auch beim Chemie-Pokal-Turnier in Halle (Saale) gegen Herbert Bauch aus der DDR. Er wurde trotzdem zu den Panamerikanischen Spielen nach San Juan (Puerto Rico) entsandt, enttäuschte dort aber, denn er verlor dort im Viertelfinale gegen den US-Amerikaner Tony Tucker und kam nur auf den 5. Platz.
Nach diesem Turnier kam es zu Differenzen zwischen Sixto Soria und dem kommunistisch gelenkten Boxverband Kubas. Soria wurde aus der Nationalmannschaft entfernt und durfte nicht mehr boxen. Er fristet seit dieser Zeit seinen Lebensunterhalt als illegaler Taxifahrer.

## Internationale Erfolge
(OS = Olympische Spiele, WM = Weltmeisterschaft, Hs = Halbschwergewicht, damals bis 81 kg Körpergewicht)
- 1975, 3. Platz, Giraldo Córdova Cardín in Las Villas, Hs, hinter Orestes Pedroso u. Gilberto Carrillo, gemeinsam mit Ernesto Sánchez, alle Kuba;

- 1976, 1. Platz, Giraldo Córdova Cardín in Pinar del Río, Hs, vor Luis Valier, Kuba, Dragan Todorovix, Jugoslawien u. Juan Pérez, Kuba;

- 1976, Silbermedaille, OS in Montreal, Hs, hinter Leon Spinks, USA u. vor Costica Dafiniou, Rumänien u. Janusz Gortat, Polen;

- 1977, 3. Platz, Giraldo Córdova Cardín in Matanzas, Hs, hinter Giraldo Despaigne u. Luis Valier, gemeinsam mit Juan Perez, alle Kuba;

- 1977, 1. Platz, Batalla de Carabobo in Caracas, Hs, vor Montana, Venezuela;

- 1977, 1. Platz, 8. Mittelamerika- und Karibikmeisterschaften in Panama-Stadt, Hs, vor Ernesto Sánchez, Venezuela u. Manuel Rodríguez, Kolumbien;

- 1977, 2. Platz, 13. Armee-Meisterschaft der Armeen der Staaten des Warschauer Paktes in Havanna, Hs, hinter Anatoli Klimanow, UdSSR;

- 1978, 1. Platz, Giraldo Córdova Cardín in Cienfuegos, Hs, vor Hermenegildo Báez, Waldo Quintana u. Giraldo Despaigne, alle Kuba;

- 1978, 1. Platz, Strandja-Memorial in Sofia, Hs, vor Milan Kalinow, Bulgarien;

- 1978, 1. Platz, Turnier um den Goldenen Gürtel in Bukarest, Hs, vor Algirdas Jancauskas, UdSSR;

- 1978, 1. Platz, WM in Belgrad, Hs, vor Tadija Kačar, Jugoslawien, Nikolai Jerofejew, UdSSR u. Herbert Bauch, DDR;

- 1979, 1. Platz, Giraldo Córdova Cardín in Havanna, Hs, vor Hermenegildo Báez, Waldo Quintana u. Ricardo Rojas, alle Kuba;

- 1979, 3. Platz, Chemie-Pokal-Turnier in Halle (Saale), Hs, hinter Herbert Bauch u. Michael Seefeldt, beide DDR;

- 1979, 5. Platz, Panamerikanische Spiele in San Juan (Puerto Rico), Hs, hinter Tony Tucker, USA, Dennis Jackson, Puerto Rico, Clemente Ortiz, Dom. Rep. u. Patrick Fennel, Kanada

## Kubanische Meisterschaften
- 1975, Hs, 1. Gilberto Carrillo, 2. Sixto Soria, 3. Luis Valier u. Gilberto Calderón,
- 1976, Hs, 1. Sixto Soria, 2. Juan Pérez, 3. Ricardo Rojas u. José Martí,
- 1977, Hs, 1. Gilberto Carrillo, 2. Waldo Quintana, 3. Sixto Soria u. Pedro Cardenas,
- 1979, Hs, 1. Hermenegildo Báez, 2. Sixto Soria, 3. Luis Valier u. Giraldo Despaigne

## Länderkämpfe
- 1978 in Havanna, Kuba gegen USA, Hs, Punktsieger über Kevin Anderson,
- 1978 in New York, USA gegen Kuba, Hs, Abbruch-Sieger 2. Runde über Rick Yester